# Sagno
Sagno è una frazione di 308 abitanti del comune svizzero di Breggia, nel Canton Ticino (distretto di Mendrisio).

## Geografia fisica
Sagno è situato nella Valle di Muggio su un dosso del Monte Bisbino.

## Storia

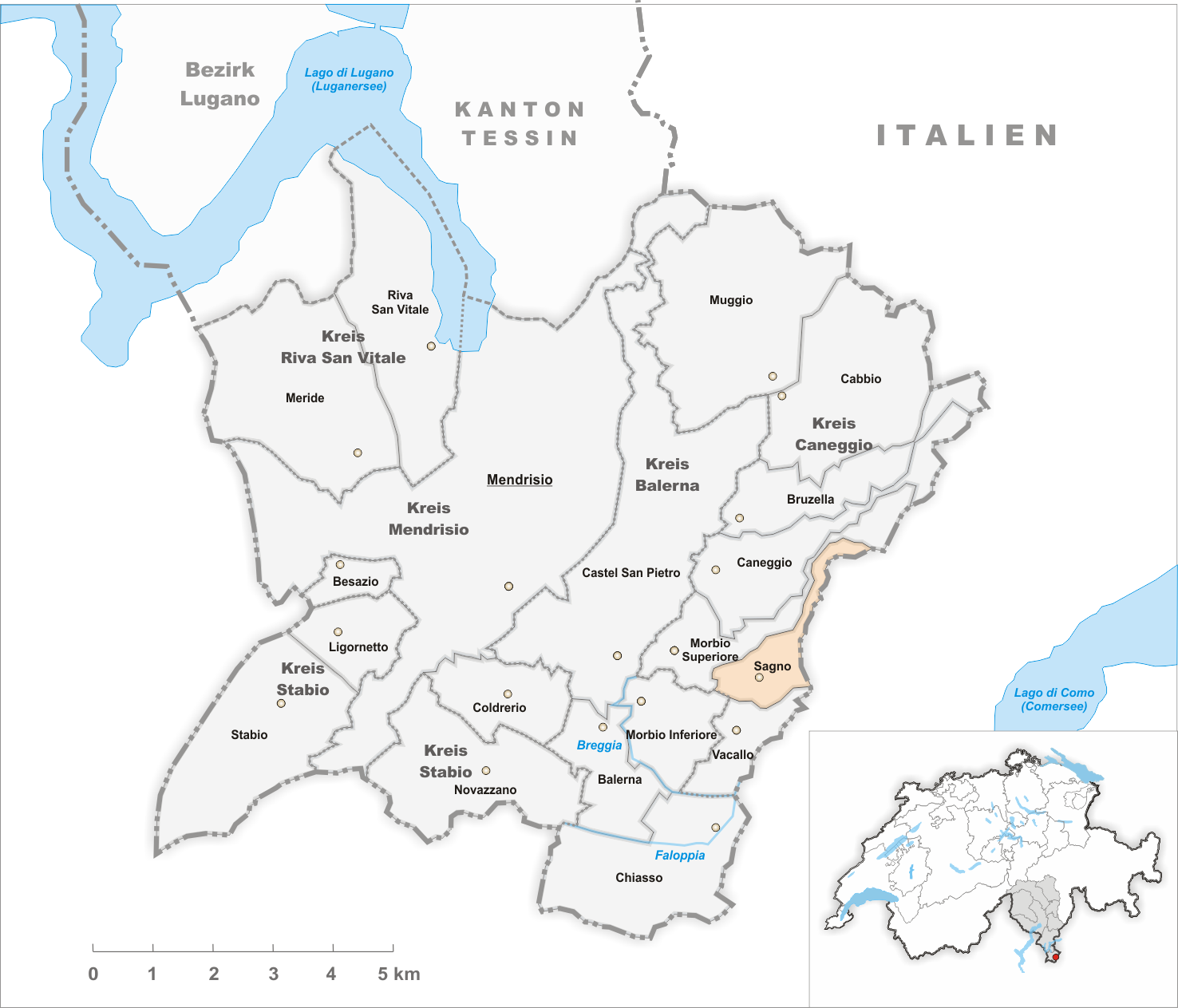
Il territorio del comune di Sagno prima degli accorpamenti comunali del 2009

Il territorio è abitato fin dall'età del bronzo. Già comune autonomo che si estendeva per 1,69 km², nel 2009 è stato accorpato agli altri comuni soppressi di Bruzella, Cabbio, Caneggio, Morbio Superiore e Muggio per formare il comune di Breggia.

## Monumenti e luoghi d'interesse
- Chiesa parrocchiale di San Michele Arcangelo, attestata dal 1330[1].

## Società

### Evoluzione demografica
L'evoluzione demografica è riportata nella seguente tabella:
Abitanti censiti

## Amministrazione
Ogni famiglia originaria del luogo fa parte del cosiddetto comune patriziale e ha la responsabilità della manutenzione di ogni bene ricadente all'interno dei confini della frazione.